# Новокотельнянська сільська рада
Новокотельнянська сільська рада (Ново-Котельнянська сільська рада) — колишня адміністративно-територіальна одиниця та орган місцевого самоврядування у Андрушівському й Іванківському (Левківському) районах Волинської округи, Київської і Житомирської областей Української РСР та України з адміністративним центром у с. Нова Котельня.

## Населені пункти
Сільській раді були підпорядковані населені пункти:
- с. Нова Котельня

## Населення
Кількість населення ради, станом на 1923 рік, становила 1 365 осіб, кількість дворів — 305.
Станом на 5 грудня 2001 року, відповідно до перепису населення України, кількість мешканців сільської ради становила 401 особу.

## Склад ради
Рада складалася з 12 депутатів та голови.

### Керівний склад сільської ради
| ПІБ                          | Основні відомості                                             | Дата обрання | Дата звільнення |
| ---------------------------- | ------------------------------------------------------------- | ------------ | --------------- |
| Драпак Олександра Михайлівна | Сільський голова , 1971 року народження, освіта, позапартійна | 26.03.2006   | 31.10.2010      |
| Драпак Олександра Михайлівна | Сільський голова , 1971 року народження, освіта вища          | 31.10.2010   |                 |

Примітка: таблиця складена за даними джерела

## Історія
Створена 1923 року в с. Нова Котельня Котелянської волості Житомирського повіту Волинської губернії.
Станом на 1 вересня 1946 року сільська рада входила до складу Андрушівського району Житомирської області, на обліку в раді перебувало с. Нова Котельня.
5 березня 1959 року, відповідно до рішення Житомирського ОВК № 161 «Про ліквідацію та зміну адміністративно-територіального поділу окремих сільських рад області», сільську раду ліквідовано, територію ради та с. Нова Котельня передано до складу Волосівської сільської ради Андрушівського району.
Відновлена 27 грудня 1996 року, відповідно до рішення Житомирської обласної ради, у с. Нова Котельня Волосівської сільської ради Андрушівського району.
Виключена з облікових даних 17 липня 2020 року. Територію та населені пункти ради, відповідно до розпорядження Кабінету Міністрів України № 711-р від 12 червня 2020 року «Про визначення адміністративних центрів та затвердження територій територіальних громад Житомирської області», включено до складу Андрушівської міської територіальної громади Бердичівського району Житомирської області.
Входила до складу Андрушівського (7.03.1923 р., 15.09.1930 р., 27.12.1996 р.) та Іванківського (Левківського, 27.06.1925 р.) районів.